# 2010-es rövid pályás úszó-világbajnokság
A 2010-es rövid pályás úszó-világbajnokságot 2010. december 15. és december 19. között rendezték az Egyesült Arab Emírségekben, Dubajban. A vb-n 138 ország sportolói vettek részt, és 40 versenyszámban avattak világbajnokot.

## Magyar éremszerzők
| Érem      | Versenyző      | Versenyszám    | Dátum        |
| --------- | -------------- | -------------- | ------------ |
| Ezüstérem | Gyurta Dániel  | 200 m mell     | december 17. |
| Bronzérem | Cseh László    | 200 m pillangó | december 19. |
| Bronzérem | Gyurta Gergely | 1500 m gyors   | december 19. |

## Éremtáblázat
| Hely | Nemzet                  | Arany | Ezüst | Bronz | Összesen |
| 1.   | Egyesült Államok        | 12    | 6     | 7     | 25       |
| 2.   | Oroszország             | 4     | 4     | 2     | 10       |
| 3.   | Spanyolország           | 4     | 2     | 2     | 8        |
| 4.   | Kína                    | 3     | 5     | 6     | 14       |
| 5.   | Franciaország           | 3     | 3     | 2     | 8        |
| 6.   | Hollandia               | 3     | 2     | 1     | 6        |
| 7.   | Brazília                | 3     | 1     | 4     | 8        |
| 8.   | Dél-afrikai Köztársaság | 2     | 1     | 0     | 3        |
| 9.   | Ausztrália              | 1     | 7     | 3     | 11       |
| 10.  | Tunézia                 | 1     | 1     | 2     | 4        |
| 11.  | Németország             | 1     | 1     | 1     | 3        |
| 11.  | Svédország              | 1     | 1     | 1     | 3        |
| 13.  | Venezuela               | 1     | 1     | 0     | 2        |
| 14.  | Japán                   | 1     | 0     | 0     | 1        |
| 15.  | Dánia                   | 0     | 1     | 2     | 3        |
| 15.  | Magyarország            | 0     | 1     | 2     | 3        |
| 17.  | Ausztria                | 0     | 1     | 1     | 2        |
| 17.  | Olaszország             | 0     | 1     | 1     | 2        |
| 19.  | Egyesült Királyság      | 0     | 1     | 0     | 1        |
| 19.  | Ukrajna                 | 0     | 1     | 0     | 1        |
| 21.  | Bahama-szigetek         | 0     | 0     | 1     | 1        |
| 21.  | Norvégia                | 0     | 0     | 1     | 1        |
|      | Összesen                | 40    | 41    | 39    | 120      |

## Eredmények
- WR - világcsúcs
- ER - Európa-csúcs
- CR - világbajnoki csúcs

### Férfi
| Versenyszám                                         | Arany | Arany      | Ezüst | Ezüst    | Bronz | Bronz    |
| --------------------------------------------------- | --- | ---------- | --- | -------- | --- | -------- |
| 50 m-es gyorsúszás Döntő: december 17.              | César Cielo Filho · Brazília | 20,51 CR   | Frédérick Bousquet · Franciaország | 20,81    | Josh Schneider · Egyesült Államok                                                                                       | 20,88    |
| 100 m-es gyorsúszás Döntő: december 19.             | César Cielo Filho · Brazília | 45,74 CR   | Fabien Gilot · Franciaország | 45,97    | Nyikita Lobincev · Oroszország                                                                                          | 46,35    |
| 200 m-es gyorsúszás Döntő: december 15.             | Ryan Lochte · Egyesült Államok | 1:41,08 CR | Danyila Izotov · Oroszország | 1:41,70  | Uszáma el-Mellúli · Tunézia                                                                                             | 1:42,02  |
| 400 m-es gyorsúszás Döntő: december 17.             | Paul Biedermann · Németország | 3:37,06    | Nyikita Lobincev · Oroszország | 3:37,84  | Uszáma el-Mellúli · Tunézia                                                                                             | 3:38,17  |
| 1500 m-es gyorsúszás Döntő: december 19.            | Uszáma el-Mellúli · Tunézia | 14:24,16   | Mads Glæsner · Dánia | 14:29,52 | Gyurta Gergely · Magyarország                                                                                           | 14:31,47 |
|                                                     | |            | |          | |          |
| 50 m-es hátúszás Döntő: december 18.                | Sztanyiszlav Donyec · Oroszország                                                                                                   | 22,93 CR   | Szün Hsziao-lej · Kína · Aschwin Wildeboer · Spanyolország                                                                             | 23,13    | |          |
| 100 m-es hátúszás Döntő: december 16.               | Sztanyiszlav Donyec · Oroszország                                                                                                   | 49,07 CR   | Camille Lacourt · Franciaország | 49,80    | Aschwin Wildeboer · Spanyolország                                                                                       | 50,04    |
| 200 m-es hátúszás Döntő: december 19.               | Ryan Lochte · Egyesült Államok | 1:46,68 CR | Tyler Clary · Egyesült Államok | 1:49,09  | Markus Rogan · Ausztria                                                                                                 | 1:49,96  |
|                                                     | |            | |          | |          |
| 50 m-es mellúszás Döntő: december 19.               | Felipe França Silva · Brazília | 25,95 CR   | Cameron van der Burgh · Dél-afrikai Köztársaság                                                                                        | 26,03    | Aleksander Hetland · Norvégia                                                                                           | 26,29    |
| 100 m-es mellúszás Döntő: december 16.              | Cameron van der Burgh · Dél-afrikai Köztársaság                                                                                     | 56,80 CR   | Fabio Scozzoli · Olaszország | 57,13    | Felipe França Silva · Brazília                                                                                          | 57,39    |
| 200 m-es mellúszás Döntő: december 17.              | Naoya Tomita · Japán | 2:03,12 CR | Gyurta Dániel · Magyarország | 2:03,47  | Brenton Rickard · Ausztrália                                                                                            | 2:04,33  |
|                                                     | |            | |          | |          |
| 50 m-es pillangóúszás Döntő: december 18.           | Albert Subirats · Venezuela | 22,40 CR   | Andrij Govorov · Ukrajna | 22,43    | Steffen Deibler · Németország                                                                                           | 22,44    |
| 100 m-es pillangóúszás Döntő: december 16.          | Jevgenyij Korotiskin · Oroszország                                                                                                  | 50,23      | Albert Subirats · Venezuela | 50,24    | Kaio Almeida · Brazília                                                                                                 | 50,33    |
| 200 m-es pillangóúszás Döntő: december 19.          | Chad le Clos · Dél-afrikai Köztársaság                                                                                              | 1:51,56    | Kaio Almeida · Brazília | 1:51,61  | Cseh László · Magyarország                                                                                              | 1:51,67  |
|                                                     | |            | |          | |          |
| 100 m-es vegyes úszás Döntő: december 19.           | Ryan Lochte · Egyesült Államok | 50,86      | Markus Deibler · Németország | 51,69    | Szergej Feszikov · Oroszország                                                                                          | 51,81    |
| 200 m-es vegyes úszás Döntő: december 17.           | Ryan Lochte · Egyesült Államok | 1:50,08 WR | Markus Rogan · Ausztria | 1:52,90  | Tyler Clary · Egyesült Államok                                                                                          | 1:53,56  |
| 400 m-es vegyes úszás Döntő: december 16.           | Ryan Lochte · Egyesült Államok | 3:55,50 WR | Uszáma el-Mellúli · Tunézia | 3:57,40  | Tyler Clary · Egyesült Államok                                                                                          | 3:57,56  |
|                                                     | |            | |          | |          |
| 4 × 100 m-es gyorsúszás váltó Döntő: december 15.   | Franciaország · Alain Bernard (46,78) · Frédérick Bousquet (45,92) · Fabien Gilot (45,75) · Yannick Agnel (46,33)                   | 3:04,78 CR | Oroszország · Jevgenyij Lagunov (46,68) · Szergej Feszikov (45,87) · Nyikita Lobincev (45,79) · Danyila Izotov (46,48)                 | 3:04,82  | Brazília · Nicholas Santos (47,33) · César Cielo (45,08) · Marcelo Chierighini (47,02) · Nicolas Oliveira (46,31)       | 3:05,74  |
| 4 × 200 m-es gyorsúszás váltó Döntő: december 16.   | Oroszország · Nyikita Lobincev (1:42,10) · Danyila Izotov (1:42,15) · Jevgenyij Lagunov (1:42,32) · Alekszandr Szuhorukov (1:42,47) | 6:49,04 WR | Egyesült Államok · Peter Vanderkaay (1:43,83) · Ryan Lochte (1:40,48) · Garrett Weber-Gale (1:42,89) · Ricky Berens (1:42,38)          | 6:49,58  | Franciaország · Yannick Agnel (1:41,95) · Fabien Gilot (1:42,55) · Clément Lefert (1:45,01) · Jérémy Stravius (1:43,54) | 6:53,05  |
| 4 × 100 m-es vegyes úszás váltó Döntő: december 19. | Egyesült Államok · Nick Thomas (49,88) · Mihail Alekszandrov (56,52) · Ryan Lochte (49,17) · Garrett Weber-Gale (45,42)             | 3:20,99 CR | Oroszország · Sztanyiszlav Donyec (48,95) CR · Sztanyiszlav Lahtyuhov (57,27) · Jevgenyij Korotiskin (49,39) · Nyikita Lobincev(46,00) | 3:21,61  | Brazília · Guilherme Guido (50,69) · Felipe Silva (57,21) · Kaio Almeida (50,09) · César Cielo (45,13)                  | 3:23,12  |